# Dario Gervasi

Wappen von Dario Gervasi

Dario Gervasi (* 9. Mai 1968 in Rom) ist ein italienischer römisch-katholischer Geistlicher und Kurienbischof.

## Leben
Dario Gervasi studierte Philosophie und Katholische Theologie am Päpstlichen Römischen Priesterseminar. Er empfing am 22. Mai 1994 im Petersdom durch den Kardinalvikar des Bistums Rom, Camillo Ruini, das Sakrament der Priesterweihe. Anschließend erwarb Gervasi an der Päpstlichen Universität Gregoriana ein Lizenziat im Fach Dogmatik.
Danach war Dario Gervasi zunächst als Pfarrvikar der Pfarreien Santa Maria delle Grazie a Via Trionfale und Santi Gioacchino ed Anna al Tuscolano tätig, bevor er Subregens des Päpstlichen Römischen Priesterseminars wurde. Zudem war er Beauftragter für die Congregazione dei Missionari dell’Istituto Imperiali Borromeo. Seit 2014 war Gervasi Pfarrer der Pfarrei Resurrezione di Nostro Signore Gesù Cristo und seit 2019 zudem Präfekt der Prefettura XVII des Bistums Rom.
Am 31. August 2020 ernannte ihn Papst Franziskus zum Titularbischof von Subaugusta und zum Weihbischof in Rom. Der Kardinalvikar des Bistums Rom, Angelo De Donatis, spendete ihm am 18. Oktober desselben Jahres in der Lateranbasilika die Bischofsweihe; Mitkonsekratoren waren der Erzbischof von Urbino-Urbania-Sant’Angelo in Vado, Giovanni Tani, und der Bischof von Civitavecchia-Tarquinia, Gianrico Ruzza.
Am 31. Oktober 2024 ernannte ihn Papst Franziskus zum beigeordneten Sekretär des Dikasteriums für Laien, Familie und Leben.